# ORP Błyskawica
Lengyel hadihajó, Grom-típusú romboló. Elkészültekor, 1937-ben a világ leggyorsabb torpedórombolói közé tartozott. A II. világháború több fontos csatájában is bevetésre került a szövetségesek oldalán. 1947-ben tér vissza Lengyelországba, ekkortól a lengyel flotta zászlóshajójaként és kiképzőhajóként teljesít szolgálatot 1975-ig. 1976-tól múzeumi hajó Gdyniában. Testvérhajója, a Grom 1940 májusában a norvég partoknál német légicsapás következtében süllyedt el.

## Konstrukció
A Błyskawica 114 méteres hosszával, 11 méteres szélességével és 2144 tonna vízkiszorításával a nagyméretű rombolók közé tartozik. Építésekor az akkor legkorszerűbbnek számító technológiával látták el, beleértve a radarját és a védelmi rendszerét is. Parsons gőzturbinákkal szerelték fel, melyekben Admiralicja-típusú, 1222 m² fűtőfelületű, 26,2 at üzemi nyomáson működő vízcsöves kazánok forralták a vizet 331 °C-ra. Az 54000 LE teljesítmény biztosította a hajónak a 39,6 csomó maximális sebességet. A hajtómű ezen felül White Forster gőzkazánokkal egészült ki. A hajó tehát igen korszerű volt sebességét és manőverezési képességét tekintve is. Hátránya a viszonylag gyenge légvédelmi felszereltsége (melyet eredetileg csak két dupla 40 mm-es légvédelmi gépágyú alkotott), valamint relatíve kicsi üzemanyagtartálya volt (3500 tengeri mérföld megtételét tette lehetővé). Előbbin 1941-ben javítottak, amikor a hajót légvédelmi rombolóvá alakították át, s ennek keretében fegyverzete egy részét lecserélték. Tüzérségi felszerelését továbbá BMB-2 és Thornycroft mélyvízi aknavetők, valamint 6 db torpedó képezte.

## Története
A Lengyel Haditengerészet 1934-ben két torpedóromboló építését rendelte meg Angliában: a Błyskawicáét és a Gromét. Azért angol építőkkel szerződött Lengyelország, mert egyrészt a franciák iránt akkoriban csökkent a bizalom, másrészt a lengyel politikai vezetés célja volt szorosabbra fűzni a szálakat Nagy-Britanniával gazdasági és katonai téren. A Błyskawica a Wight szigeten épült meg 1935-1937 között, építése 454 ezer fontba került. Lengyel gyártású alkatrészeket is használva az építéshez, jelentősen csökkentették a költségeket. A hajó keresztanyja az akkori londoni lengyel nagykövet felesége, Cecilia Raczyńska lett.
1939. augusztus 30-án a fenyegető német támadástól tartva a Błyskawica, a Grom és Burza elhagyta Oksywie kikötőjét, és Angliába menekült a Pekin (Peking) fedőnevű hadműveleti terv szerint. Mindhárom hajó ezek után nagy-britanniai támaszpontokról folytatta a németek elleni harcot. A lengyel romboló osztag bázisa Plymouth lett, így 1939 szeptemberében a Błyskawicát is odarendelték. Útban a bázis felé részt vett egy német tengeralattjáró megtámadásában, súlyos kárt téve benne. Októbertől a bázis átkerült Harwichra, ahol a Błyskawicát egy német hidroplán megkísérelte elsüllyeszteni, ám a kapitány (ekkor: Tadeusz Gorazdowski) gyors manőverezésének köszönhetően végül nem sikerült eltalálnia a hajót. Novembertől a feladata elsősorban konvojok kísérete volt Anglia nyugati partjai mentén.
1940 májusában és júniusában részt vett a dunkerque–i hídfő kiürítésében. 1941-ben és 1942-ben elsődleges feladata konvojok kísérete volt az Atlanti-óceánon. A Queen Elizabethet is kísérte, mely ekkoriban a világ legnagyobb utasszállító hajója volt, és a világháború alatt a brit haderő katonák szállítására használta.
1942 őszén a hajót a Földközi-tenger nyugati partjaihoz vezényelték, ahol részt vett az észak-afrikai partraszállásban.
1943-ban a tuniszi partok blokád alá vételében vett részt a szövetségesek hadihajó-kötelékében. 1943 májusában hagyja el Gibraltárt, visszakerült Angliába.
1944 májusában a Furious és a Searcher brit repülőgép-hordozókat kísérte a norvég partok támadásakor, majd kijelölték a La Manche csatorna védelmére. Az év nyarán a franciaországi partraszállást fedezte. Szeptemberben részt vett az Ile d'Ouessant-i csatában, melynek során a szövetségesek felszabadították a francia szigetet a német megszállás alól. Segédkezett továbbá a francia ellenállásban Saint Gilles Sur-Vie és Yeu szigetén.
Utolsó jelentős megmozdulása a Deadlight hadműveletben való részvétele volt. A hadművelet során a szövetséges hajók német tengeralattjárókat süllyesztettek el az Atlanti-óceánon, 1945-46 telén.
A háború végéig a Błyskawica összesen 2 felszíni és 3 tengeralattjáró hajó elsüllyesztésében vett részt.
1947 júniusában visszatért Lengyelországba. Gdyniában kisebb-nagyobb átalakításokat hajtottak végre rajta, melyeknek célja a hajó stabilitásának javítása, felderítő eszközeinek korszerűsítése, valamint fegyverzetének az angol normákhoz való igazítása volt. 1951-ben ismét átalakították, ezúttal szovjet utasításra. Nemcsak a tüzérségi eszközöket cserélték ki a hajón, hanem a navigációs műszereket is, és a hajó külsején is történtek változások: az új, Cross Bird-típusú radar számára antennát helyeztek el az árbóc csúcsán, továbbá a háromlábú árbócról a platformot leszerelték, és szintén radarantennát szereltek fel rá. 1957-től 1961-ig ismét kivonták a forgalomból, hogy újabb korszerűsítéseket hajtsanak végre rajta, elsősorban az elektronikus berendezésein. Az új radarok mellett ekkor telepítik a hajóra a Square Head felderítőrendszert is.
A 60-as évek végéig a lengyel flotta zászlóshajójaként elsősorban diplomáciai utakon vesz részt, illetve kiképzőhajóként teljesít szolgálatot. 1975-ben végleg kivonták a szolgálatból. 1976-tól múzeumi hajó Gdyniában: a Haditengerészeti Múzeumban bárki megtekintheti.
1987-ben a Błyskawica, egyetlen lengyel hajóként, megkapta a Virtuti Militari Arany Keresztjét (ez a legmagasabb katonai kitüntetés Lengyelországban). 2007-ben a The Word Ship Trust nevű nemzetközi társaság az International Maritime Heritage Award kitüntetést adományozta a hajónak.

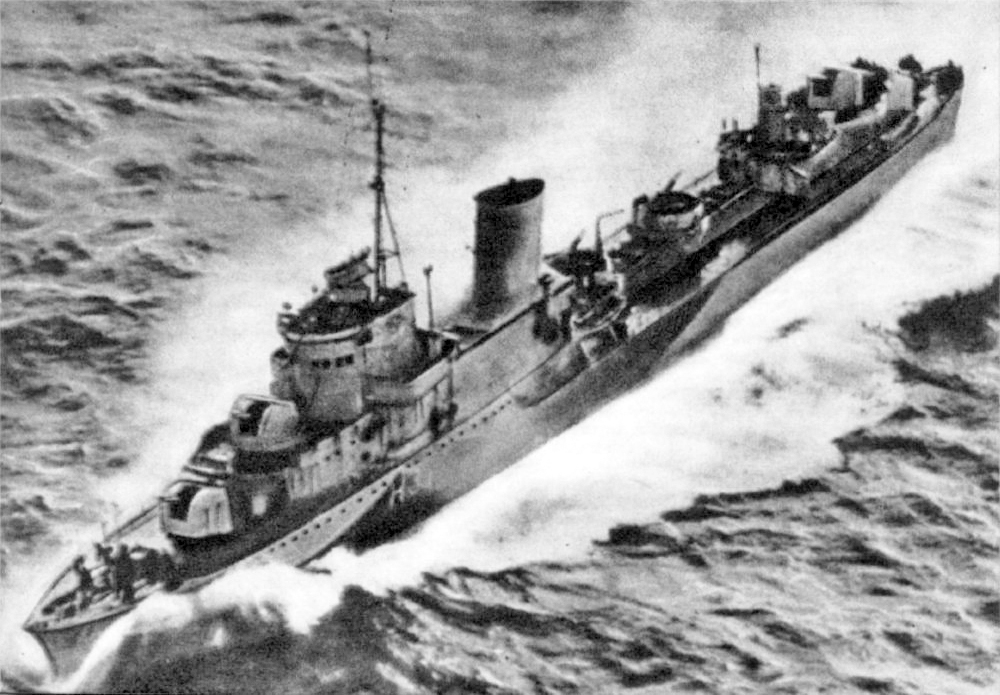
A Błyskawica az Atlanti-óceánon, II. világháború

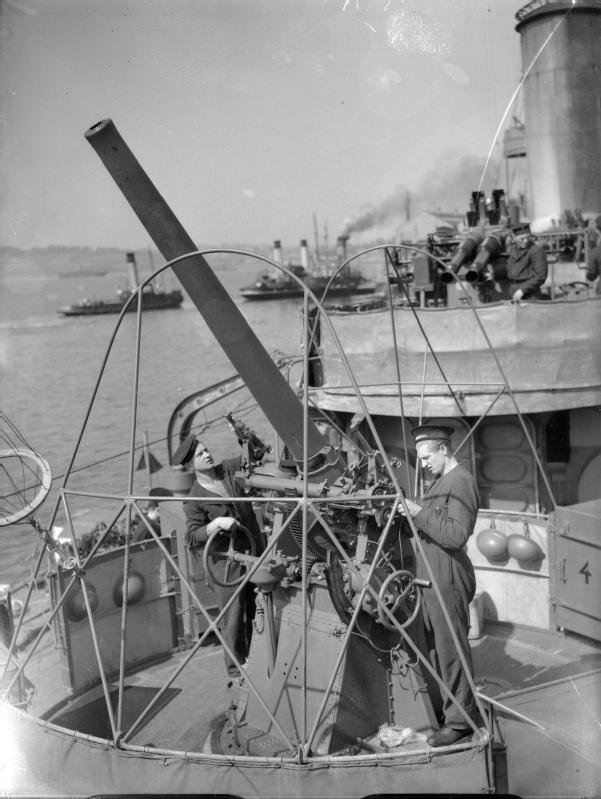
A legénység tagjai egy 76 mm-es AA löveget tisztítanak a Błyskawica fedélzetén (1940. szeptember)

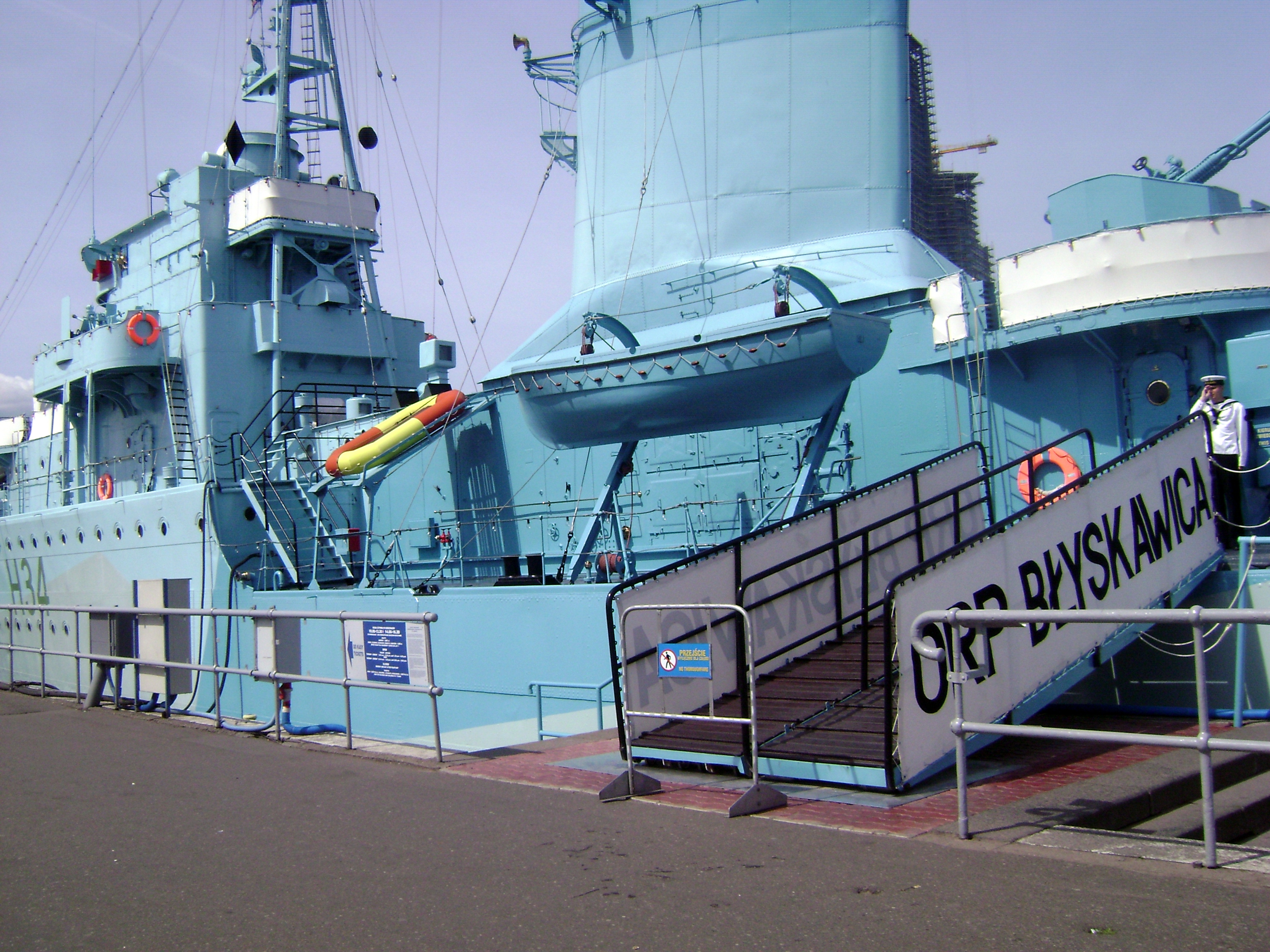
Az ORP Błyskawica a gdyniai kikötőben

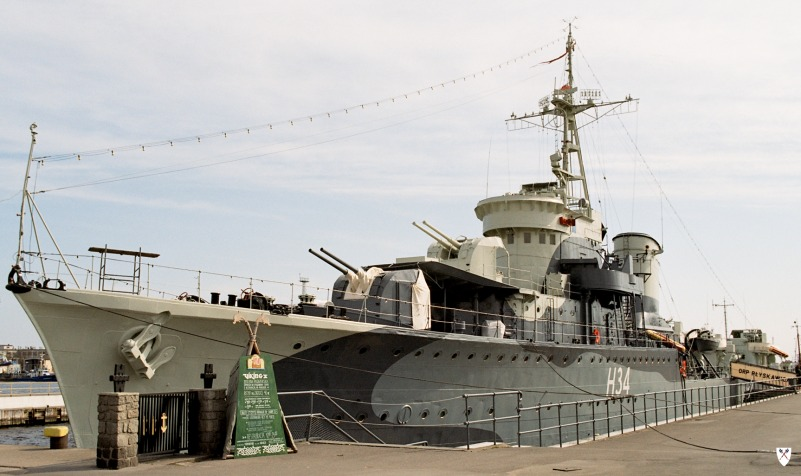
ORP Błyskawica

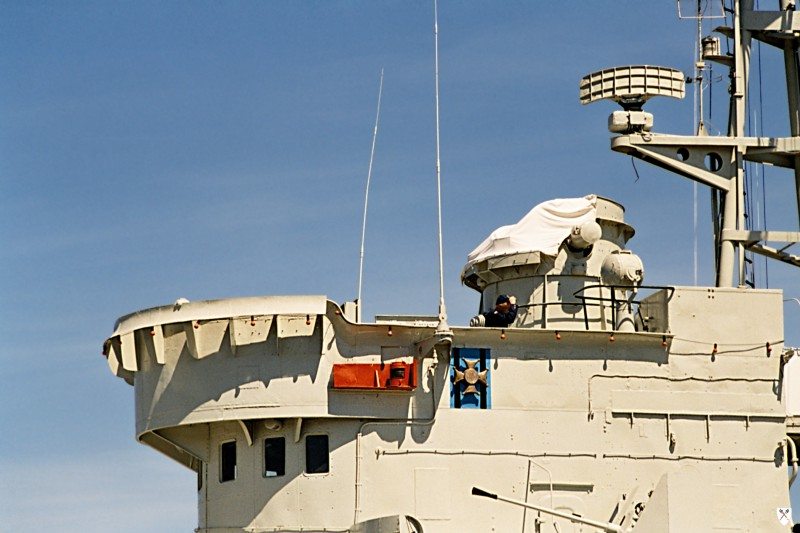
A híd a Virtuti Militari érdemkeresztjével